# غوستافو دياز أورداز
غوستافو دياز أورداز (بالإسبانية: Gustavo Díaz Ordaz) (و. 1911 – 1979 م) هو سياسي، ومحام من المكسيك .

## روابط خارجية
- غوستافو دياز أورداز على موقع الموسوعة البريطانية (الإنجليزية)
- غوستافو دياز أورداز على موقع مونزينجر (الألمانية)
- غوستافو دياز أورداز على موقع ميوزك برينز (الإنجليزية)
- غوستافو دياز أورداز على موقع إن إن دي بي (الإنجليزية)
- غوستافو دياز أورداز على موقع أوليمبيديا (الإنجليزية)